# Tatiná
Tatiná är en ort i Tjeckien.   Den ligger i regionen Plzeň, i den västra delen av landet, 80 km väster om huvudstaden Prag. Tatiná ligger 434 meter över havet och antalet invånare är 220.
Terrängen runt Tatiná är lite kuperad. Runt Tatiná är det mycket tätbefolkat, med 1 266 invånare per kvadratkilometer. Närmaste större samhälle är Plzeň, 12,5 km söder om Tatiná. Trakten runt Tatiná består till största delen av jordbruksmark.